# 渡邊智恵子
渡邊 智惠子（わたなべ ちえこ、1952年 - ）は、日本の実業家、社会起業家。

## 略歴
- 1952年 - 北海道斜里郡生まれ。
- 1975年 - 明治大学商学部卒業後、（株）タスコジャパンに入社し8年後に副社長となる。
- 1985年 - 子会社の株式会社アバンティ設立 代表取締役 就任
- 1990年 - タスコジャパンを退職。
- 1993年 - （株）コットンハウスジャパンをテキサス州サンアントニオに設立 代表取締役 就任
- 1993年 - 特定非営利活動法人日本テキサスオーガニックコットン協会の設立に携わり、7年後に副理事長となる。
- 2009年 - 経済産業省「日本を代表するソーシャルビジネス55選」に選ばれる。
- 2010年 - NHKプロフェッショナル仕事の流儀に取り上げられる。
- 2011年 - 一般社団法人小諸エコビレッジ設立 代表理事 就任
- 2011年 - 東北復興支援「東北グランマの仕事づくり」を開始。
- 2012年 - ふくしまオーガニックコットンプロジェクトを開始。
- 2013年 - わくわくのびのびえこども塾を一般社団法人化　塾長に就任
- 2016年 ‐ 一般財団法人森から海へ　設立
- 2021年 ‐ 一般社団法人サーキュラーコットンファクトリー　設立

## 受賞歴
- 2008年 - 毎日ファッション大賞
- 2009年 - 「第9回 新宿活き活き経営賞」経営大賞（新宿区長賞）
- 2010年 - ウーマンオブザイヤー2010リーダー部門

## テレビ出演
- 2010年12月6日 - 『プロフェッショナル 仕事の流儀』「自分にしかできない、仕事がある」（NHK総合テレビジョン）

## 参考資料
- 株式会社アバンティ
- 渡邊 智恵子オフィシャルサイト
- オーガニックコットン協会
- 夢をかなえる人へ！
- （株）アバンティ社長プロフィール
- 一般社団法人小諸エコビレッジ
- 東北グランマの仕事づくり
- ふくしまオーガニックコットンプロジェクト
- わくわくのびのびえこども塾 - ウェイバックマシン